# Динамічне ширяння
Динамічне ширяння — метод ширяння, при якому висота підтримується за допомогою постійної зміни шарів повітря із значно відмінними горизонтальними швидкостями. Такі райони значних градієнтів швидкості вітру зазвичай виникають біля перешкод руху повітря або біля поверхні. Цей метод часто використовується птахами. Морські птахи найчастіше користуються цим методом, ширяючи між океанськими хвилями, використовуючи дуже мало енергії для польоту. Альбатроси особливо досвідчені у використання методу, подорожуючи тисячі кілометрів таким чином. Пілоти планерів лише інколи знаходять такі градієнти на великих висотах.